# DFH系列柴油机车
DFH系列柴油机车是中国青岛四方机车车辆厂于1970年代为坦桑尼亚、赞比亚、越南、阿尔巴尼亚、巴基斯坦等国设计制造的援外液力传动柴油机车系列，这批援外机车到1979年共生产了167台。

## 发展历史
1967年9月，中华人民共和国、坦桑尼亚、赞比亚三国政府经会谈后，在北京签订了《关于修建坦桑尼亚——赞比亚铁路的协定》，落实兴建坦赞铁路，由中国提供不附带任何条件的无息贷款，并派专家对这条铁路进行修建、管理和维修及培训技术人员，成为迄今为止中国最大规模的援外成套项目。为了满足修建和运营坦赞铁路所需铁路机车，1968年起铁道部指令青岛四方机车车辆厂为坦赞铁路研制柴油机车。四方厂技术工程人员查阅了国内外同类型柴油机车的资料，并派员到坦、赞实地考察，然后进行设计试制。1970年9月，首批援外DFH1、DFH2型液力传动柴油机车出厂，成为中国铁路史上第一次出口铁路机车。1976年7月，坦赞铁路全线建成通车。四方厂累计生产了34台DFH1型机车、102台DFH2型机车，其中用于坦赞铁路建设施工的17台DFH1型机车和5台DFH2型机车在建路工程完成后被运回国内。
DFH1型机车为调车及小运转作业用柴油机车，而DFH2型机车为干线客货运柴油机车，均为B-B轴式；其中DFH1型机车采用单机组设计，装用一台柴油机和液力传动装置；而DFH2型机车采用双机组设计，设有两套柴油机和液力传动装置，功率也较大。两者均装用12V180ZL型柴油机，为12气缸、四冲程、废气涡轮增压的V型高速柴油机，装车功率1150马力；而液力传动装置分别采用了SF2010-2、SF2010Z1型液力传动箱，内装一个起动变扭器和一个运转变扭器。DFH1、DFH2型柴油机车与中国国内使用的东方红2型、东方红3型柴油机车均为四方机车车辆厂同时研制的机车产品，为了便于设计、生产和日后配件供应，因此它们的车体外观、总体结构、传动系统等方面都十分相似，许多主要部件都能够通用。
在援助坦赞铁路的DFH1、DFH2型柴油机车基础上，四方机车车辆厂又为越南、阿尔巴尼亚、巴基斯坦等国生产了DFH3、DFH4、DFH5型液力传动柴油机车

## 技术数据
|                       | DFH1              | DFH2              | DFH3          | DFH4             | DFH5             |
| --------------------- | ----------------- | ----------------- | ------------- | ---------------- | ---------------- |
| 使用国                | 坦桑尼亚 · 尚比亞 | 坦桑尼亚 · 尚比亞 | 越南          | 阿尔巴尼亚       | 巴基斯坦         |
| 数量（台）            | 34                | 102               | 20            | 9                | 2                |
| 生产年份              | 1970年—1971年     | 1970年—1979年     | 1972年—1973年 | 1972年—1973年    | 1972年—1973年    |
| 设计用途              | 调车及小运转作业  | 干线客货运        | 干线客货运    | 调车及小运转作业 | 调车及小运转作业 |
| 轨距（毫米）          | 1067              | 1067              | 1000          |                  | 1676             |
| 轴式                  | B-B               | B-B               | B-B           | B-B              | B-B              |
| 柴油机                | 12V180ZL          | 12V180ZL          | 12V180ZL      | 12V180ZL         | 12V180ZL         |
| 装车功率（千瓦）      | 845               | 2×845             | 770           | 770              | 770              |
| 传动方式              | 液力传动          | 液力传动          | 液力传动      | 液力传动         | 液力传动         |
| 构造速度（公里/小时） | 50                | 90                | 80            | 50               | 50               |
| 持续速度（公里/小时） | 13.5              | 20                | 21            | 14               | 14               |
| 起动牵引力（千牛）    | 194.1             | 196               | 135.2         | 194.1            | 194.1            |
| 持续牵引力（千牛）    | 117.6             | 159.8             | 73.2          | 117.6            | 117.6            |
| 整备重量（吨）        | 60                | 80                | 56            | 60               | 60               |
| 軸重（吨）            | 15                | 20                | 14            | 15               | 15               |
| 液力传动箱            | SF2010            | SF2010            | SF2010        | SF2010           | SF2010           |

## 参看
- 坦赞铁路
- 东方红2型柴油机车
- 东方红3型柴油机车
- 东方红5型柴油机车
- 东方红21型柴油机车